# Sandugacz Szajdullina
Sandugacz Sałmanowna Szajdullina, ros. Сандугач Сальмановна Шайдуллина (ur. 16 grudnia 1981 w Kazaniu) – rosyjska szachistka, arcymistrzyni od 2003 roku.

## Kariera szachowa
Normy na tytuł arcymistrzyni wypełniła w 2002 r. podczas turniejów w Kazaniu i Moskwie. Dwukrotnie zwyciężyła w memoriałach Ludmiły Rudienko w Petersburgu (2002 – samodzielnie, 2009 – wspólnie z Tatjaną Mołczanową). W 2004 r. podzieliła III m. (za Jeleną Dembo i Tatianą Kononenko, wspólnie z Tatjaną Szadriną) w memoriale Jelizawiety Bykowej, rozegranym we Włodzimierzu nad Klaźmą.
Najwyższy ranking w karierze osiągnęła 1 kwietnia 2003 r., z wynikiem 2364 punktów dzieliła wówczas 83-84. miejsce na światowej liście FIDE, jednocześnie zajmując 14. miejsce wśród rosyjskich szachistek.